# Pat Hingle

Martin Patterson "Pat" Hingle (født 19. juli 1924, død 3. januar 2009) var en amerikansk skuespiller, som har optrådt i mere end hundrede tv-shows og film. Han debuterede i I storbyens havn fra 1954. Han spillede tit barske autoritære personer. Hingle var nær ven af Clint Eastwood og havde biroller i tre af Eastwoods film, Klyng dem op, Pansernæven og Dirty Harry vender tilbage.

## Karriere
Tidligt i sin karriere på Broadway fik han rollen som Gooper i den originale Broadway-produktion af Tennessee Williams' Kat på et varmt bliktag (1955). Han spillede titelrollen i den prisvindende Broadway-opsætning af J.B. af Archibald MacLeish (1958). Han optrådte i 1963 i Actors Studios produktion Strange Interlude, instrueret af Jose Quintero og That Championship Season (1972). I 1997 spillede han Benjamin Franklin i Roundabout Theatres genopførelse af musikalen 1776 med Brent Spiner og Gregg Edelman.
Hingles første filmrolle var en ukrediteret rolle som bartenderen Jock i I storbyens havn (1954).
I Feber i blodet (1961), som var instrueret af Elia Kazan, der også havde instrueret I storbyens havn, spillede han rollen som fader til Warren Beatty. Han spilled også rollen som faderen til titelrollen i Norma Rae (1979), hvor Sally Field spillede Norma.
Ud over rollerne i Eastwoods film er han bedst kendt som ‘’Commissioner Gordon’’ i 1989 filmatiseringen af Batman og dennes tre efterfølgere.
I november 2007 oprettede han ‘Pat Hingle Guest Artist Endowment’, en fond der muliggør, at studerende arbejder med professionelle skuespillere på University of North Carolina Wilmington.

## Udvalgte tv-serier og film
| År   | Film                                        | Rolle                         | Noter                                                       |
| ---- | ------------------------------------------- | ----------------------------- | ----------------------------------------------------------- |
| 1954 | I storbyens havn                            | Jocko                         |                                                             |
| 1957 | Alfred Hitchcock Presents                   | Warren Selvy                  | Tv-serie, sæson 3, episode 13, "Night of the Execution"     |
| 1957 | The Strange One                             | Harold Koble                  |                                                             |
| 1961 | Feber i blodet                              | Ace Stamper                   |                                                             |
| 1962 | The Untouchables                            | Mitchell A. Grandin           | Tv-serie, sæson 3 episode 23: "The Case Against Eliot Ness" |
| 1963 | The Untouchables                            | Barney Howe/ Barney Retsick   | TV-serie, sæson 4, episode 20: "Junk Man"                   |
| 1963 | The Twilight Zone                           | Horace Ford                   | Tv-serie, episode: "The Incredible World of Horace Ford"    |
| 1963 | Den 'grimme' amerikaner                     | Homer Atkins                  |                                                             |
| 1964 | Invitation til gunfight                     | Sam Brewster                  |                                                             |
| 1964 | A Carol for Another Christmas               | Ghost of Christmas Present    | Tv-film                                                     |
| 1965 | Daniel Boone                                | Will Carey                    | Tv-serie, episode: "The Returning"                          |
| 1966 | Nevada Smith                                | Big Foot                      |                                                             |
| 1966 | The Andy Griffith Show                      | Fred Gibson                   | Tv-serie, sæson 6, episode 20: "Wyatt Earp Rides Again"     |
| 1967 | Mission: Impossible                         | R.J. McMillan                 | Tv-serie, sæson 1, episode 22: "The Confession"             |
| 1968 | Klyng dem op                                | Judge Adam Fenton             |                                                             |
| 1968 | De dræber kun een gang                      | Harry Mitchell                |                                                             |
| 1968 | Der mangler en brik                         | Lew Haley                     |                                                             |
| 1970 | Bloody Mama - gangsterfamilien Barker       | Sam Adams Pendlebury          |                                                             |
| 1970 | WUSA                                        | Bingamon                      |                                                             |
| 1970 | Norwood                                     | Grady Fring                   |                                                             |
| 1971 | Gunsmoke                                    | Dr. John Chapman              | Tv-serie, 7 episoder, efter at Milburn Stone blev opereret  |
| 1972 | Misrænkt for mord                           | Captain Pearson               |                                                             |
| 1973 | One Little Indian                           | Captain Stewart               |                                                             |
| 1974 | The New Land                                | Cadbury                       | Tv-serie, episode "The Word is: Mortal" (aldrig vist)       |
| 1974 | Super strømerne                             | Inspector Novick              |                                                             |
| 1974 | Nightmare Honeymoon                         | Mr. Binghamton                |                                                             |
| 1975 | Hawaii Five-O                               | Ormsbee                       | Tv-serie, episode 8: "The Defector"                         |
| 1977 | Pansernæven                                 | Maynard Josephson             |                                                             |
| 1977 | Tarantulas: The Deadly Cargo                | Doc Hodgins                   | Tv-film                                                     |
| 1979 | When You Comin' Back, Red Ryder?            | Lyle Stricker                 |                                                             |
| 1979 | Elvis                                       | Colonel Tom Parker            | Tv-film                                                     |
| 1979 | Norma Rae                                   | Vernon                        |                                                             |
| 1979 | Disaster on the Coastliner                  | John Marsh                    | Tv-film                                                     |
| 1980 | Running Scared                              | Sergeant McClain              |                                                             |
| 1980 | M*A*S*H                                     | Colonel Daniel Webster Tucker | Tv-serie, gæsteoptræden                                     |
| 1980 | Stone                                       | Chief Gene Paulton            | Tv-serie                                                    |
| 1982 | Gunsmoke: To the Last Man                   | Colonel Tucker                | Tv-film                                                     |
| 1983 | Dirty Harry vender tilbage                  | Chief Lester Jannings         |                                                             |
| 1983 | Going Berserk                               | Ed Reese                      |                                                             |
| 1985 | Av min arv                                  | Edward Roundfield             |                                                             |
| 1985 | Falken og snemanden                         | Charles Boyce                 |                                                             |
| 1985 | The Rape of Richard Beck                    | Chappy Beck                   | Tv-film                                                     |
| 1985 | The Lady from Yesterday                     | Jim Bartlett                  | Tv-film                                                     |
| 1986 | Maximum Overdrive                           | Bubba Hendershot              |                                                             |
| 1987 | Hvem sendte storken?                        | Hughes Larabee                |                                                             |
| 1988 | Landet for længe siden                      | Fortæller & Rooter            | Stemme                                                      |
| 1988 | War and Remembrance                         | Admiral William "Bull" Halsey | TV-miniserie                                                |
| 1989 | Batman                                      | Commissioner Gordon           |                                                             |
| 1990 | Ærlige svindlere                            | Bobo Justus                   |                                                             |
| 1992 | Citizen Cohn                                | J. Edgar Hoover               | Tv-film                                                     |
| 1992 | Batman vender tilbage                       | Commissioner Gordon           |                                                             |
| 1995 | Batman Forever                              | Commissioner Gordon           |                                                             |
| 1995 | De hurtige og de døde                       | Horace                        |                                                             |
| 1996 | Wings                                       | Jack Hackett                  | 1 episode                                                   |
| 1997 | Batman & Robin                              | Commissioner Gordon           |                                                             |
| 1997 | The Shining                                 | Pete Watson                   | Tv-miniserie                                                |
| 1999 | Muppets fra rummet                          | General Luft                  |                                                             |
| 2000 | Shaft                                       | Judge Dennis Bradford         |                                                             |
| 2001 | Road to Redemption                          | Bedstefar Nathan Tucker       |                                                             |
| 2006 | Talladega Nights: The Ballad of Ricky Bobby | Mr. Dennit Sr.                | Hans sidste filmrolle                                       |

## Eksterne links
- Pat Hingle på Internet Movie Database (engelsk)
- Pat Hingle på Filmdatabasen
- Pat Hingle på Scope
- Pat Hingle på Svensk Filmdatabas (svensk)
- Pat Hingle på AlloCiné (fransk)
- Pat Hingle på AllMovie (engelsk)
- Pat Hingle på Turner Classic Movies (engelsk)
- Pat Hingle på The Movie Database (engelsk)
- Pat Hingle på Internet Broadway Database (engelsk)
- Pat Hingle på Behind The Voice Actors (engelsk)
- Pat Hingle på Find a Grave (engelsk)
- AP Obituary in The Charlotte Observer